# Xambrê
Xambrê este un oraș și o municipalitate din statul Paraná (PR), Brazilia.